# Hästskotjärnen (Orsa socken, Dalarna)
Hästskotjärnen är en sjö i Orsa kommun i Dalarna och ingår i Dalälvens huvudavrinningsområde. Sjön har en area på 0,0697 kvadratkilometer och ligger 266,9 meter över havet.